# Oleg Konstantinowitsch Romanow

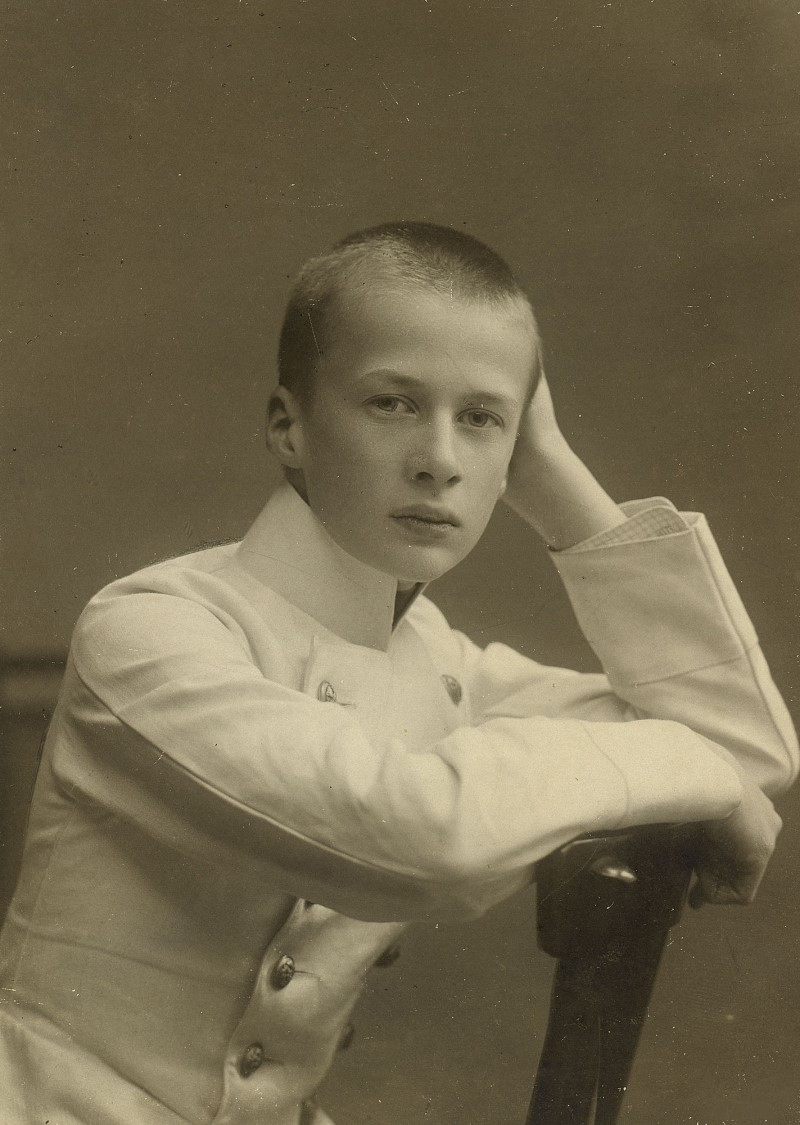
Oleg Konstantinowitsch Romanow, um 1910

Oleg Konstantinowitsch Romanow (russisch Олег Константинович Романов; * 15. Novemberjul. / 27. November 1892greg. in Pawlowsk; † 29. Septemberjul. / 12. Oktober 1914greg. im Gouvernement Wilna) war ein russischer Prinz und Mitglied des Hauses Romanow-Holstein-Gottorp.

## Leben
Oleg war der vierte Sohn von Großfürst Konstantin Konstantinowitsch Romanow (1858–1915) und seiner Gattin Prinzessin Elisabeth von Sachsen-Altenburg (1865–1927), Tochter des Prinzen Moritz von Sachsen-Altenburg und der Prinzessin Augusta Luise von Sachsen-Meiningen.
Schon früh erkannten die Eltern Olegs Intelligenz, als er für sich und seine Geschwister komplizierte Fantasie-Spiele entwickelte und spielte. Weitere Interessengebiete zeigte er an Archäologie und Architektur. Sein Vater entschied sich dafür, ihn an eine renommierte Schule, das Alexander-Lyceum zu senden, anstatt ihm nur die militärische Standardausbildung wie seinen Brüdern zu ermöglichen. Prinz Oleg diente, wie vier seiner Brüder, in der russischen Armee im Ersten Weltkrieg. Er starb an seinen Kampfwunden, die er gegen die Deutschen im Gouvernement Wilna erlitten hatte.

## Erwähnenswertes
Am 14. Juli 1886 modifizierte Zar Alexander III. die Hausgesetze der Romanows, indem er den Titel „Großfürst“ bzw. „Großfürstin“ auf die Kinder und Enkel in der männlichen Linie eines Zaren einschränkte. Entfernte Nachkommen würden künftig den Titel „Kaiserliche Prinzen“ bzw. „Prinzessin“ tragen. So war Oleg, ein Urenkel von Zar Nikolaus I., ein „Kaiserlicher Prinz“ von Geburt.